# Bharrat Jagdeo
Bharrat Jagdeo (né le 23 janvier 1964) est un homme politique guyanien, vice-président de 1997 à 1999, Premier ministre du 9 au 11 août 1999, président de la république du 11 août 1999 au 3 décembre 2011, et enfin à nouveau vice-président depuis 2020.

## Biographie
Bharrat Jagdeo est né à Unity Village dans la province du Demerara-Mahaica à l'époque en Guyane britannique le 23 janvier 1964, de parents hindous d'origine indienne. En 1912, son grand-père, Ram Jiyawan, a immigré sous le système de l'Engagisme depuis l'Inde. À treize ans, il a rejoint l'aile pour la jeunesse du  Parti progressiste du peuple (PPP) et devient membre du parti à seize ans. Par la suite, il accède à des postes de direction locaux au sein du PPP.Il part ensuite à Moscou pour étudier l'économie à l'université Patrice-Lumumba, où il obtient un master en 1990. 
À son retour au Guyana, il travaille comme économiste au sein du ministère de la Planification à la suite de la victoire du PPP aux élections de 1992, puis devient conseiller spécial du ministre des Finances. En octobre 1993, il est désigné comme ministre délégué aux Finances et quelques mois plus tard, il est élu au comité central du PPP. En mai 1995, il devient ministre des Finances, puis en décembre 1997, second vice-président du Guyana.
Le 8 août 1999, Janet Jagan annonce qu'elle démissionne de son poste de présidente pour raisons de santé et désigne Jagdeo comme son successeur. Le Premier Ministre étant, selon la constitution, le successeur légal du Président, Bharrat Jagdeo devient Premier Ministre le 9 août 1999. Le 11 août 1999, Jagdeo prête serment comme président de la République, devenant à 35 ans le plus jeune chef d'état au monde. Le 28 août 2006, il est réélu pour un nouveau mandat de cinq ans. Au même scrutin, le PPP recueille 54,6% des voix et élargi sa majorité à 36 sièges sur 65 au parlement.

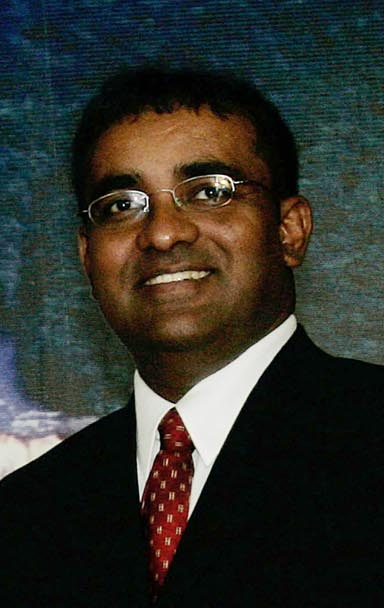
Bharrat Jagdeo en 2005.

En tant que président, il lance une politique de réforme de l'économie guyanienne pour la libéraliser tout en investissant dans le secteur de l'éducation, de la santé, du bâtiment et des infrastructures.
Durant son mandat, il fait passer une loi limitant à deux le nombre de mandats d'un président de la République et en 2011, il soutient le candidat du PPP, Donald Ramotar qui lui succède le 3 décembre 2011.
Après son mandat, Bharrat Jagdeo siège dans différents organismes consacrés au développement, comme le Global Green Growth Institute. Il accomplit aussi diverses missions pour le Commonwealth en tant que spécialiste des questions écologiques et de développement. Il donne aussi des conférences dans plusieurs universités dans le monde.
Bharrat Jagdeo revient à la vie politique guyanienne lors des élections législatives guyaniennes de 2015, où il est élu député et devient ensuite Leader of the Opposition.